# Ma Shi Wen Tong
Ma shi wen tong (Chinois : 馬氏文通; pinyin : Mǎ shì Wén tōng; Français : Principes de base pour écrire clairement et de manière cohérente de Maître Ma), appelé aussi Wen Tong, est considéré comme le premier ouvrage de grammaire de la langue chinoise, écrit par Ma Jianzhong, publié en 1898. Ma Jianzhong s'appuie sur la grammaire occidentale, notamment celle du latin et la combine avec le système de classement du « mot plein » et « mot vide » déjà existants en chinois, afin de proposer un système grammatical applicable sur la langue chinoise, donc celui de Ma shi wen tong. L'ouvrage est composé de dix livres. Le Livre premier présente la nomenclature utilisée et le plan de l'ouvrage. Les Livres II à IX présentent les différentes classes de mots en tant que sous-catégories des mots pleins et des mots vides. Le Livre X présente la construction de la phrase.

## Classification des mots
Ma Shi Wen Tong classe les mots chinois en neuf classes :

### Mots pleins
- Míng Zì (Nom)
- Dài Zì (Pronom)
- Dòng Zì (Verbe)
- Jìng Zì (Adjectif)
- Zhuàng Zì (Adverbe)

### Mots vides
- Jiè Zì (Préposition)
- Lián Zì (Conjonction)
- Zhù Zì (Auxiliaire)
- Tàn Zì (Interjection)

## Les composants de phrase

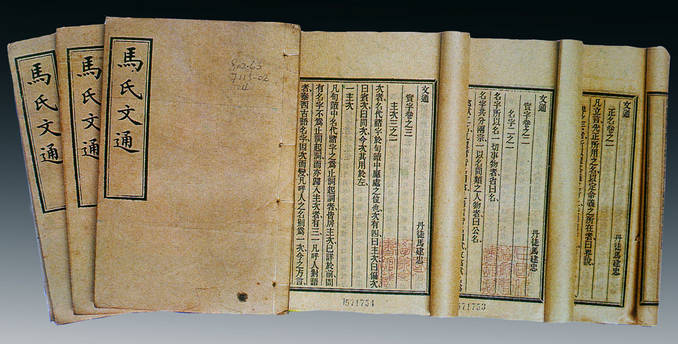
Les différents livres composant l'ouvrage de Ma Shi Wen Tong

Ma Shi Wen Tong distingue sept composants différents dans la phrase chinoise :
- Qǐ Cí (Sujet)
- Zhǐ Cí (Objet du verbe transitif)
- Yù Cí (Prédicat verbal)
- Biǎo Cí (Prédicat nominal ou adjectival)
- Zhuǎn Cí (Objet du verbe intransitif, peut être suivi d'une préposition ou non)
- Sī Cí (Objet(Complément) de la préposition)
- Jiā Cí (Apposition; Construction prépositionnelle ayant fonction de la complémentation du verbe)

## La structure de la phrase
Ma Shi Wen Tong introduit la notion de dòu, élément phrastique similaire à la structure de sujet-prédicat. Cette notion trouve son origine dans la fonction pouvant être remplie par la proposition infinitive, la proposition participiale et la subordonnée dans la grammaire occidentale. Ma Jianzhong saisie une des caractéristiques de la grammaire chinoise: les verbes ne connaissent pas de variations morphologiques. Dòu est donc en effet la construction de base verbale et qui est susceptible d'avoir la possibilité d'être des composants différents dans la phrase chinoise.

## Influence et Critiques
Ma Shi Wen Tong porte une influence profonde sur les ouvrages de grammaires apparus à la suite, la méthode utilisée dans Ma Shi Wen Tong pour décrire la langue chinoise est prise en compte par d'autres auteurs des ouvrages de grammaire, comme, les Courts traités de la grammaire chinoise (国文法草创 Guó Wén Fǎ Cǎo Chuàng) de Chen Chengze, le Manuel du niveau moyen du chinois (中等国文典 Zhōng Děng Guó Wén Diǎn) de Zhang Shizhao, le Manuel du niveau supérieur du chinois (高等国文法 Gāo Děng Guó Wén Fǎ) de Yang Shuda, la Nouvelle grammaire du chinois (新著国语文法 Xīn Zhù Guó Yǔ Wén Fǎ) de Li Jinxi, Les principaux traités de la grammaire chinoise (中国文法要略 Zhōng Guó Wén Fǎ Yào Lüè) de Lü Shuxiang et la Grammaire moderne de Chine (中国现代语法 Zhōng Guó Xiàn Dài Yǔ Fǎ) de Wang Li.
Ma Shi Wen Tong symbolise le grand démarrage de l'étude grammaticale et linguistique en la matière de la langue chinoise. Néanmoins, critique restant importante et affirme que Ma Shi Wen Tong consiste en une application du système grammatical occidental en la langue chinoise. Il s'agit d'une "imitation" de la grammaire latine: les neuf classifications des mots, l'analyse des composants de la phrase, ainsi que la notion de dòu (équivalent en principe, à la proposition)coïncide en effet avec les éléments de la grammaire occidentale.